# Stati Uniti d'America ai Giochi della XIV Olimpiade
Gli Stati Uniti d'America parteciparono ai Giochi della XIV Olimpiade, svoltisi a Londra, dal 20 luglio al 14 agosto 1948,
con una delegazione di 300 atleti, di cui 38 donne, impegnati in 19 discipline,
aggiudicandosi 38 medaglie d'oro, 27 medaglie d'argento e 19 medaglie di bronzo.

## Medagliere

### Per discipline
| Sport              | Oro | Argento | Bronzo | Totale |
| ------------------ | --- | ------- | ------ | ------ |
| Atletica leggera   | 12  | 5       | 10     | 27     |
| Nuoto              | 8   | 6       | 1      | 15     |
| Tuffi              | 4   | 4       | 2      | 10     |
| Sollevamento pesi  | 4   | 3       | 1      | 8      |
| Lotta libera       | 2   | 1       | 1      | 4      |
| Vela               | 2   | 1       | 1      | 4      |
| Canottaggio        | 2   | 0       | 1      | 3      |
| Canoa/kayak        | 1   | 2       | 0      | 3      |
| Equitazione        | 1   | 2       | 0      | 3      |
| Tiro               | 1   | 1       | 0      | 2      |
| Pallacanestro      | 1   | 0       | 0      | 1      |
| Pentathlon moderno | 0   | 1       | 0      | 1      |
| Pugilato           | 0   | 1       | 0      | 1      |
| Ginnastica         | 0   | 0       | 1      | 1      |
| Scherma            | 0   | 0       | 1      | 1      |
| Totale             | 38  | 27      | 19     | 84     |

### Medaglie
| Medaglia | Atleta | Sport              | Evento                                       |
| -------- | --- | ------------------ | -------------------------------------------- |
| Oro      | Harrison Dillard | Atletica leggera   | 100 metri piani maschili                     |
| Oro      | Melvin Patton | Atletica leggera   | 200 metri piani maschili                     |
| Oro      | Mal Whitfield | Atletica leggera   | 800 metri piani                              |
| Oro      | William Porter | Atletica leggera   | 110 metri ostacoli                           |
| Oro      | Roy Cochran | Atletica leggera   | 400 metri ostacoli                           |
| Oro      | Barney Ewell Lorenzo Wright Harrison Dillard Melvin Patton                                                                         | Atletica leggera   | Staffetta 4×100 metri maschile               |
| Oro      | Arthur Harnden Clifford Bourland Roy Cochran Mal Whitfield                                                                         | Atletica leggera   | Staffetta 4×400 metri                        |
| Oro      | Guinn Smith | Atletica leggera   | Salto con l'asta                             |
| Oro      | Willie Steele | Atletica leggera   | Salto in lungo maschile                      |
| Oro      | Jim Fuchs | Atletica leggera   | Getto del peso maschile                      |
| Oro      | Bob Mathias | Atletica leggera   | Decathlon                                    |
| Oro      | Alice Coachman | Atletica leggera   | Salto in alto femminile                      |
| Oro      | Stephen Lysak Stephen Macknowski                                                                                                   | Canoa/kayak        | C2 10000 metri maschile                      |
| Oro      | Warren Westlund Robert Martin Robert Will Gordon Giovanelli Tim: Allen Morgan                                                      | Canottaggio        | Quattro con maschile                         |
| Oro      | Ian Turner David Turner James Hardy George Ahlgren Lloyd Butler David Brown Justus Smith John Stack Tim: Ralph Purchase            | Canottaggio        | Otto maschile                                |
| Oro      | Frank Henry Charles Anderson Earl Foster Thomson                                                                                   | Equitazione        | Concorso completo a squadre                  |
| Oro      | Glen Brand | Lotta libera       | Pesi medi                                    |
| Oro      | Henry Wittenberg | Lotta libera       | Pesi medio-massimi                           |
| Oro      | Walter Ris | Nuoto              | 100 metri stile libero maschili              |
| Oro      | William Smith | Nuoto              | 400 metri stile libero maschili              |
| Oro      | James McLane | Nuoto              | 1500 metri stile libero maschili             |
| Oro      | Allen Stack | Nuoto              | 100 metri dorso maschili                     |
| Oro      | Joseph Verdeur | Nuoto              | 200 metri rana maschili                      |
| Oro      | Walter Ris James McLane Wally Wolf William Smith                                                                                   | Nuoto              | Staffetta 4x200 metri stile libero maschile  |
| Oro      | Ann Curtis | Nuoto              | 400 metri stile libero femminili             |
| Oro      | Marie Corridon Thelma Kalama Brenda Helser Ann Curtis                                                                              | Nuoto              | Staffetta 4x100 metri stile libero femminile |
| Oro      | Stati Uniti | Pallacanestro      | Torneo Maschile                              |
| Oro      | Joseph DePietro | Sollevamento pesi  | Pesi gallo                                   |
| Oro      | Frank Spellman | Sollevamento pesi  | Pesi medi                                    |
| Oro      | Stanley Stanczyk | Sollevamento pesi  | Pesi massimi-leggeri                         |
| Oro      | John Henry Davis | Sollevamento pesi  | Pesi massimi                                 |
| Oro      | Arthur Edwin Cook | Tiro               | Carabina 50 metri a terra                    |
| Oro      | Bruce Harlan | Tuffi              | Trampolino maschile                          |
| Oro      | Samuel Lee | Tuffi              | Piattaforma maschile                         |
| Oro      | Victoria Manalo Draves | Tuffi              | Trampolino femminile                         |
| Oro      | Victoria Manalo Draves | Tuffi              | Piattaforma femminile                        |
| Oro      | Hilary Smart Paul Smart | Vela               | Star                                         |
| Oro      | Herman Whiton Lee Loomis Mike Mooney James Smith Jim Weekes                                                                        | Vela               | 6 metri                                      |
| Argento  | Barney Ewell | Atletica leggera   | 100 metri piani maschili                     |
| Argento  | Barney Ewell | Atletica leggera   | 200 metri piani maschili                     |
| Argento  | Clyde Scott | Atletica leggera   | 110 metri ostacoli                           |
| Argento  | Wilbur Thompson | Atletica leggera   | Getto del peso maschile                      |
| Argento  | Stephen Seymour | Atletica leggera   | Lancio del giavellotto maschile              |
| Argento  | Stephen Lysak Stephen Macknowski                                                                                                   | Canoa/kayak        | C2 1000 metri maschile                       |
| Argento  | Frank Havens | Canoa/kayak        | C1 10000 metri maschile                      |
| Argento  | Robert Borg Earl Foster Thomson Frank Henry                                                                                        | Equitazione        | Dressage a squadre                           |
| Argento  | Frank Henry | Equitazione        | Concorso completo individuale                |
| Argento  | Gerry Leeman | Lotta libera       | Pesi gallo                                   |
| Argento  | Alan Ford | Nuoto              | 100 metri stile libero maschili              |
| Argento  | James McLane | Nuoto              | 400 metri stile libero maschili              |
| Argento  | Robert Cowell | Nuoto              | 100 metri dorso maschili                     |
| Argento  | Keith Carter | Nuoto              | 200 metri rana maschili                      |
| Argento  | Ann Curtis | Nuoto              | 100 metri stile libero femminili             |
| Argento  | Suzanne Zimmerman | Nuoto              | 100 metri dorso femminili                    |
| Argento  | George Moore | Pentathlon moderno | Individuale                                  |
| Argento  | Hank Herring | Pugilato           | Pesi welter                                  |
| Argento  | Pete George | Sollevamento pesi  | Pesi medi                                    |
| Argento  | Harold Sakata | Sollevamento pesi  | Pesi massimi-leggeri                         |
| Argento  | Norbert Schemansky | Sollevamento pesi  | Pesi massimi                                 |
| Argento  | Walter Tomsen | Tiro               | Carabina 50 metri a terra                    |
| Argento  | Miller Anderson | Tuffi              | Trampolino maschile                          |
| Argento  | Bruce Harlan | Tuffi              | Piattaforma maschile                         |
| Argento  | Zoe Ann Olsen-Jensen | Tuffi              | Trampolino femminile                         |
| Argento  | Patricia Elsener | Tuffi              | Piattaforma femminile                        |
| Argento  | Ralph Evans | Vela               | Firefly                                      |
| Bronzo   | Mal Whitfield | Atletica leggera   | 400 metri piani                              |
| Bronzo   | Craig Dixon | Atletica leggera   | 110 metri ostacoli                           |
| Bronzo   | George Stanich | Atletica leggera   | Salto in alto maschile                       |
| Bronzo   | Robert Richards | Atletica leggera   | Salto con l'asta                             |
| Bronzo   | Herbert Douglas | Atletica leggera   | Salto in lungo maschile                      |
| Bronzo   | Francis James Delaney | Atletica leggera   | Getto del peso maschile                      |
| Bronzo   | Fortune Gordien | Atletica leggera   | Lancio del disco maschile                    |
| Bronzo   | Robert Howard Bennett | Atletica leggera   | Lancio del martello                          |
| Bronzo   | Floyd Simmons | Atletica leggera   | Decathlon                                    |
| Bronzo   | Audrey Patterson | Atletica leggera   | 200 metri piani femminili                    |
| Bronzo   | Frederick Kingsbury Stuart Griffing Gregory Gates Bob Perew                                                                        | Canottaggio        | Quattro senza maschile                       |
| Bronzo   | Helen Schifano Clara Schroth-Lomady Meta Elste Marian Barone Ladislava Bakanic Consetta Caruccio-Lenz Anita Simonis Dorothy Dalton | Ginnastica         | Concorso a squadre femminile                 |
| Bronzo   | Lee Merrill | Lotta libera       | Pesi welter                                  |
| Bronzo   | Bob Sohl | Nuoto              | 200 metri rana maschili                      |
| Bronzo   | Norman Cohn-Armitage George Worth Tibor Nyilas Dean Cetrulo Miguel de Capriles James Flynn                                         | Scherma            | Sciabola a squadre maschile                  |
| Bronzo   | Richard Tom | Sollevamento pesi  | Pesi gallo                                   |
| Bronzo   | Samuel Lee | Tuffi              | Trampolino maschile                          |
| Bronzo   | Patricia Elsener | Tuffi              | Trampolino femminile                         |
| Bronzo   | Lockwood Pirie Owen Torrey | Vela               | Swallow                                      |

## Risultati

### Calcio
| Atleta | Classifica |                        |
| --- | --- | ---------------------- |
| V · D · M Nazionale statunitense · Calcio ai Giochi Olimpici Estivi 1948 P Strimel · D Annis · D Rego-Costa · D Martin · C Bahr · C Colombo · C Ferreira · C Beckman · C Grivnow · A Bertani · A McLaughlin · A Pariani · A E. Souza · A J. Souza · A Valtin · CT : Giesler | 9° |                        |
| Nazionale statunitense · Calcio ai Giochi Olimpici Estivi 1948 | |                        |
| P Strimel · D Annis · D Rego-Costa · D Martin · C Bahr · C Colombo · C Ferreira · C Beckman · C Grivnow · A Bertani · A McLaughlin · A Pariani · A E. Souza · A J. Souza · A Valtin · CT: Giesler                                                                           | P Strimel · D Annis · D Rego-Costa · D Martin · C Bahr · C Colombo · C Ferreira · C Beckman · C Grivnow · A Bertani · A McLaughlin · A Pariani · A E. Souza · A J. Souza · A Valtin · CT: Giesler | Stati Uniti (bandiera) |

### Pallacanestro
| Atleta | Classifica |
| --- | ---------- |
| V · D · M Nazionale statunitense - Pallacanestro ai Giochi della XIV Olimpiade 11 Beck · 12 Beard · 15 Groza · 23 Barker · 24 Lumpp · 26 Rollins · 27 Jones · 30 Boryla · 33 Barksdale · 55 Renick · 66 Carpenter · 77 Robinson · 90 Kurland · 99 Pitts · All. Omar Browning | Oro        |
| Nazionale statunitense - Pallacanestro ai Giochi della XIV Olimpiade |            |
| 11 Beck · 12 Beard · 15 Groza · 23 Barker · 24 Lumpp · 26 Rollins · 27 Jones · 30 Boryla · 33 Barksdale · 55 Renick · 66 Carpenter · 77 Robinson · 90 Kurland · 99 Pitts · All. Omar Browning                                                                                |            |

### Pallanuoto
| Atleta | Classifica |                        |
| --- | --- | ---------------------- |
| V · D · M Nazionale maschile statunitense di pallanuoto · Giochi olimpici - Londra 1948 Budelman • Case • Beck • Christensen • Dash • Fiske • Bray • Knox • Miller • Tierney • Walton · CT : Austin Clapp | 9° |                        |
| Nazionale maschile statunitense di pallanuoto · Giochi olimpici - Londra 1948 | |                        |
| Budelman • Case • Beck • Christensen • Dash • Fiske • Bray • Knox • Miller • Tierney • Walton · CT: Austin Clapp                                                                                          | Budelman • Case • Beck • Christensen • Dash • Fiske • Bray • Knox • Miller • Tierney • Walton · CT: Austin Clapp | Stati Uniti (bandiera) |